# Chloration (désinfection)
Pour les articles homonymes, voir Chloration.
Dans le domaine de l'hygiène et de la santé publique, la chloration est l'action de désinfecter un produit, un substrat et parfois des aliments (dans le domaine de l'industrie agroalimentaire et de la cuisine industrielle), avec des produits chlorés (eau de Javel, dichlore…). Il s'agit le plus souvent d'ajout de chlore à l'eau pour limiter le risque de « maladies hydriques » diffusées par le réseau d'eau potable, le chlore étant ici utilisé pour ses propriétés superoxydantes et rémanentes qui en font un biocide bien adapté à la désinfection d'un réseau de distribution d'eau ou d'une réserve d'eau (si elle est confinée dans une enceinte étanche). D'autres usages, médicaux, hospitaliers, vétérinaires, agroalimentaires, domestiques et industriels existent aussi, ci-dessous décrits.

## Histoire

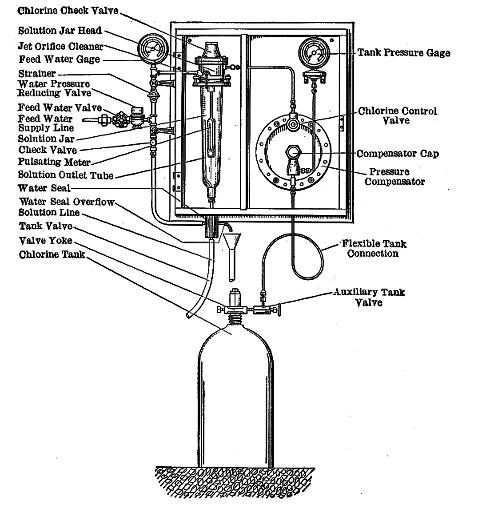
Illustration d'un manual de contrôle de la chloration par chlore liquéfié d'un système de purification de l'eau (début du XXe siècle), tiré de Chlorination of Water publié par Joseph Race en 1918

Les premiers scientifiques ou hygiénistes à avoir suggéré la désinfection de l'eau avec du chlore semblent avoir été Louis-Bernard Guyton de Morveau (en France) et William Cumberland Cruikshank (en Angleterre), tous deux vers 1800.
John Snow a été le premier réussir à efficacement utiliser du chlore pour désinfecter l'eau de Soho, à Londres afin de stopper l'épidémie de choléra de 1854. 

De son côté, William Soper a utilisé du citron chloré pour traiter les déchets corporels de patients atteints de typhoide en 1879 .  
La chloration désinfectante de réseau de distribution d'eau s'est développée à grande échelle au XXe siècle ; une technique de purification de l'eau potable par utilisation de chlore gazeux, comprimé et liquéfié a été développée dès 1910 par un major de l'U.S. Army   (qui deviendra plus tard général de brigade) Carl Rogers Darnall (1867-1941), professeur de chimie à l'Army Medical School.
Peu de temps après, un major du département médical de l'armée (qui deviendra colonel), William JL Lyster (1869-1947) a utilisé une solution d'hypochlorite de calcium dans un sac de toile pour traiter l'eau. La méthode de Lyster est restée la norme durant des années pour l'armée de terre aux États-Unis, mise en œuvre sous la forme du familier Lyster Sac (également orthographié « Lister sac »). 
Elle a autrefois en France été nommée verdunisation car d'abord développée à Verdun durant la Première Guerre mondiale pour lutter contre des maladies hydriques telles que la dysenterie, la typhoïde et le choléra dont les risques épidémiologiques étaient fortement aggravés par la situation de guerre. Elle sera ensuite aussi utilisée dans les centrales nucléaires afin de tuer les larves de moules, huîtres ou autres organismes qui pourraient se fixer et croître dans les tuyaux du système de refroidissement des réacteurs ou pour lutter contre le risque de légionellose dans les tours de refroidissement. Les effets de la pollution thermique et biocide de ce chlore sur le plancton qui a transité par la centrale, sur les poissons démersaux et le benthos par le « panache thermique et chloré » émis par les émissaires des centrales situées en bord de mer a fait l'objet de quelques études.
Le travail de Darnall a ensuite servi de base aux systèmes actuels de chloration de l'eau municipale, perfectionnés dans les années 1930 et largement mis en œuvre aux États-Unis durant la Seconde Guerre mondiale.
Dans les années 1950, on l'utilise à grande échelle, dont pour le traitement de boues, effluents ou déchets industriels. La consommation croissante de chlore par les collectivités, les industriels et le grand-public fera la fortune de grands groupes industriels, dont Solvay.

## Méthodes et procédés
Désinfecter avec des produits chlorés (eau de Javel, dioxyde de chlore très oxydant et présentant l'avantage de ne pas produire de chlorophénols quand il laisse traces de dérivés phénoliques dans l'eau…).
Dans les piscines ;  l'apport en chlore doit être constamment renouvelé, par exemple sous forme de chloro-isocyanurates (dichloroisocyanurate de sodium ou dihydrate pour le « chlore choc ») ou d'acide trichloroisocyanurique (par exemple pour le « chlore lent ») qui ont l'avantage de se présenter sous une forme solide moins dangereuse à stocker. 
La chloration de choc ; ce procédé est souvent utilisé pour réduire dans les piscines, certains puits, sources, réservoir d'eau, etc. les populations bactériennes, de microalgues ou d'autres microorganismes pour rendre l'eau transparente si elle était turbide à cause de plancton. Le choc chloré résulte de la dissolution d'une grande quantité d'hypochlorite de sodium (poudre ou liquide). 
L'eau ne doit pas être utilisée avant que le taux d'hypochlorite de sodium dans l'eau soit redescendu à trois ppm ou moins. 
Sans filtration immédiate et performante de l'eau, cette méthode laisse in situ une nécromasse microbienne, qui peut rapidement "nourrir" une nouvelle génération de microbes, parfois susceptibles de développer une résistance au chlore (chlororésistance).
Usages combinés : Depuis plus d'un siècle, l'hypochlorite est aussi conjointement utilisé comme désinfectant, désodorisant et agent de blanchiment (pour le tissu, la pâte à papier, bien que le chlore puisse aussi dégrader et fragiliser de nombreux types de fibres textiles s'il est utilisé en excès). 
Usages domestiques et individuels. À la maison, la chloration a surtout été utilisée avec les désinfectants ménagers, certains désinfectants chlorés de l'eau potable, la désinfection de piscines individuelles, et d'objets 
Usages médicaux : l'hyperchloration de l'eau potable est utilisée dans de nombreux établissements de soins (cliniques, hôpitaux) ou laboratoires, notamment pour prévenir la colonisation du réseau d'eau potable par les légionelles, protéger les matériels d'hémodialyse, désinfecter les surfaces de l'environnement (fomites) après un nettoyage au détergent, désinfecter du linge, décontaminer les déversements de sang, désinfecter du matériel, décontaminer certains déchets médicaux avant leur élimination, en dentisterie, etc.
Désodorisation : Dans l'industrie, le chlore peut être utilisé (en présence d'un catalyseur le cas échéant) pour détruire des gaz toxiques et/ou à l'odeur très désagréable tel que le sulfure d'hydrogène, mais on lui préfère souvent l'ozone, ou le peroxyde d'hydrogène moins dangereux ;

## Alternatives
Malgré une offre croissante en désinfectants alternatifs, l'hypochlorite, très peu coûteux, a encore une large utilisation dans le milieu médical et il n'existe aucun produit présentant autant d'avantages à coût égal.
La chloration de l'eau est plus de trois fois plus efficace contre les Escherichia coli qu'un taux équivalent de brome, et plus de six fois plus efficace qu'une concentration équivalent d'iode.
Néanmoins, plusieurs solutions alternatives à la chloration existent, mises en pratique à des degrés divers :
- l'ozonation est utilisée par de nombreux pays européens et également dans quelques villes des États-Unis ;
- l'ultrafiltration sur membrane (beaucoup plus coûteuse)
- l'irradiation (par une source puissante d'UV ou radioactive, mais c'est une solution non rémanente)
- le réchauffement de l'eau ou de la matière à désinfecter au-delà d'une certaine température

En situation de crise, le filtre domestique à sable permet de pré-traiter l'eau ou de fortement limiter le risque de pollution microbienne, mais il faut quelques semaines pour qu'il soit efficace et il finit par s'encrasser.

## Avantages, limites et inconvénients
Pour les experts en santé publique et la FAO, le chlore présente comme désinfectant des avantages et inconvénients, qui sont :

### Avantages
- Très faible coût du chlore, et manipulation aisée des formulations industrielles.
- Relativement faible toxicité à moyen et long terme (stabilité relative) ;
- Persistance jugée raisonnable dans l'eau potable traitée[12], avec une faible rémanence environnementale (par rapport à d'autres désinfectants, surtout ceux à base de métaux toxiques tels que le mercure ou le chrome autrefois utilisés) ;
- Large spectre antimicrobien (bactéricide, fongicide, virucide , etc.), à dosage et temps de traitement suffisant ;
- Activité favorablement influencée par la température (augmentation 30 % de 50 à 60 °C selon FAO[15]) ;
- Utilisation possible en milieu alcalin (favorable au nettoyage, mais ne remplace en aucun cas un détergent) ;
- Peu moussant à non moussant (plus efficace pour désinfecter) ;
- Facile à utiliser, solubiliser dans l'eau et à rincer à l'eau ;
- Utilisable facilement (en nettoyage comme pour la désinfection) ;
- Ne colore pas[12].

### Inconvénients
- Si certains microorganismes comme les Campylobacter sont très facilement éliminés par le chlore ou l'ozone[16], des phénomènes de chlororésistance peuvent apparaître chez certaines bactéries (notamment en cas d'usage généralisé, inadéquat ou constant de la chloration). De même certaines amibes et les formes enkystées de certains parasites entériques résistent facilement aux doses de chlore qu'il est recommandé de ne pas dépasser pour la santé humaine (c'est le cas par exemple de Giardia et plus encore Cryptosporidium[17]), ce qui peut notamment poser problème dans les piscines[18]. L'eau doit alors être filtrée de manière poussée puis éventuellement désinfectée par précaution.
- Instabilité des désinfectants chlorés à la chaleur ;
- Perte d'efficacité au stockage en quelques mois ;
- Faible durée de protection (en raison de la volatilité et de la réactivité du chlore) ;
- Le pouvoir désinfectant du chlore diminue en présence de matières organiques (peu pratique pour désinfecter des milieux ou eaux turbides ou des eaux transparentes mais néanmoins riches en certains composés organiques) ;
- Le chlore en réagissant avec certains composés organiques naturels crée des sous-produits toxiques ou écotoxiques (dont les trihalogénométhanes (THM) et de l'acide haloacétique (AHA) qui sont cancérogènes et doivent donc être surveillés dans les réseaux d'eau potable). L'OMS estime néanmoins que les risques pour la santé de ces sous-produits, restent faibles au regard de ceux induits par une désinfection inadéquate de l'eau ;
- Corrosion ou fragilisation de certains plastiques et corrosion de nombreux métaux (dont l'inox) si le pH du milieu est inférieur à huit. La corrosion est aggravée si l'eau de préparation contient déjà des chlorures ;
- Risques de création de nouvelles molécules toxiques, de produits de dégradation indésirables ou de synergies toxiques du chlore avec des molécules toxiques ou « précurseurs » déjà présente dans l'eau[19] ;
- Risques d'accident grave en cas de mélange avec un acide ;
- Un rejet important de chlore à l'égout peut inhiber l'efficacité d'une station d'épuration, d'un lagunage naturel ou autre système d'épuration biologique ;
- Déclenchement de réactions allergiques (chlorosensibilité) ;
- Peut tacher, ronger ou décolorer certains tissus ou d'autres matières ;
- Sélection de souches chlororésistantes de bactéries ou d'autres microorganismes, éventuellement pathogènes ; 
À la différence des virus et bactéries végétatives, certaines bactéries (formant des endospores ou biofilms plus ou moins chlororésistants), certains champignons et de protozoaires sont plus résistants au chlore, naturellement, et/ou par mutations sélectionnées par un contact répété ou chronique avec l'hypochlorite ;
- Activité du chlore inhibée par la présence d'ions de métaux lourds, d'un biofilm, ou sur les parois, à basse température, à pH faible, ou en présence d'un rayonnement UV[12] ;
- Problèmes d'odeur dans et autour des installations[20], (avec possible dégradation de la  qualité de l'air intérieur dans le cas des piscines ou d'un lieu de travail où le chlore peut parfois contribuer à une véritable pollution de l'air intérieur) ;
- Problèmes de mauvais goût (chloré) conféré à l'eau ;
- Problèmes liés à l'ingestion involontaire d'eaux fortement chlorés et contenant des sous produits chlorés. Les chloroisocyanurates se décomposent lentement en chlore et en acide cyanurique et ils ne sont pas métabolisés, traversant l'organisme en étant éliminé par l'urine, ce qui en fait un traceur de l'eau ingérée. Une étude indirecte (par mesure du taux de chloroisocyanurates dans l'urine) a conclu que les enfants et adolescents jouant ou nageant en piscine ingèrent en nageant environ deux fois plus d'eau que les adultes (en moyenne 37 mL pour les enfants et 16 mL par les adultes (en 45 min de natation), selon cette méthode indirecte)[21]). Plus de 1 % des personnes interrogées avouent néanmoins avaler plus de l'équivalent d'une petite cuillère d'eau lors d'activités récréatives dans l'eau[22]. Les plongeurs sous-marins en absorbent plus. Selon une étude néerlandaise de 2006, les plongeurs professionnels avalent en moyenne 9,8 mL d'eau marine et 5,7 mL d'eau douce de surface par plongée, et les plongeurs amateurs avalent 9,0 mL d'eau de mer et 13 mL d'eau douce lors de leurs activités récréationnelles ; ils se montrent plus prudent en rivière ou canal (3,2 mL ingéré) contre 20 mL d'eau en plongée en piscine)[23].

## Impacts sanitaires et environnementaux
Il y a un consensus pour conclure qu'en termes de bilan général, la chloration (au sens (1) : « action de désinfecter avec des produits chlorés ») est un progrès en santé publique, par sa facilité, son coût et son efficacité contre la plupart des agents pathogènes, mais une controverse persiste quant aux impacts secondaires et aux effets différés, possibles ou avérés des sous-produits de chloration présents dans l'eau du robinet ou évacués dans l'air (dans l'air intérieur des piscines couvertes notamment).
Dans la nature, le chlore peut interagir avec la biomasse (effet biocide), mais également avec la nécromasse, la matière organique en suspension ou des sédiments et divers sels et minéraux, selon des réactions chimiques différentes en eau douce et en eau de mer (dans l'océan, le chlore peut interagir avec les bromures naturels ; à partir de l'acide hypobromeux et de l'hypobromite par exemple, qu'on ne trouve pas ou peu en eau douce). Les conditions de photochimie (la lumière, même à une intensité assez faible dégrade par exemple l'hypobromite produite par le chlore), la température et d'autres facteurs physicochimiques influent aussi sur la durée de demi-vie du chlore dans les eaux de surface.
La question d'éventuels effets écotoxiques du chlore résiduel diffusé dans l'environnement avec les eaux usées domestiques, ou avec des eaux de systèmes de refroidissement (condenseurs de centrales thermiques ou échangeurs thermiques (de centrales nucléaires notamment) semble avoir été peu étudiée. Mais il est bien démontré depuis les années 1960-1970 que faibles doses de chlore libre peuvent par exemple inhiber la photosynthèse chez de nombreux microorganismes aquatiques (phytoplancton), et donc inhiber leur productivité primaire, durant plusieurs jours à semaines après la disparition du chlore libre détectable dans l'eau, avec une inhibition « parfois irréversible ».

### Concernant l'eau du robinet
À la suite d'un premier rapport sur les effets sanitaires et les valeurs toxicologiques de référence, l'Institut de veille sanitaire (InVS) a en France évalué les risques sanitaires liés aux sous-produits de la chloration de l’eau potable, concluant en juin 2007 que les pathologies induites par la surchloration seraient en nombre trop faible pour être observables par un système de surveillance épidémiologique normal.

À partir de l’étude de onze sites desservant 900 000 personnes, des scénarios d’exposition (moyens et élevés) ont été calculés pour la population générale (vie entière) et les femmes enceintes (exposition le temps d’une grossesse), en prenant en compte l’absorption orale, respiratoire et cutanée, c'est-à-dire l’exposition par la boisson, la douche et le bain. Mais l’InVS n’a pu conclure, faute de données toxicologiques suffisantes. 

Seuls les effets cancérigènes et reprotoxiques du chloroforme (trichlorométhane) contenu dans l’eau de distribution ont été caractérisés, concluant à un excès de risque individuel de 3,3 10-6 à 3,1 10-4, c’est-à-dire très minime pour le risque cancérigène. Le ratio d’exposition critique serait de 0,1 à 5,36 pour le risque reprotoxique, selon les scénarios d’exposition. 

La « surchloration » ne s’est pas traduite par un taux plus important de sous-produits sur les sites étudiés.

L’excès de risque dépasse le seuil d’acceptabilité de l’OMS (un cas supplémentaire de cancer par an pour 100 000 personnes), mais l’impact sanitaire du trichlorométhane dans la population étudiée (+ 0,25 à + 1,7 cas/an pour le cancer colorectal ou le cancer de la vessie) est trop faible pour être observable par l’épidémiologie existante. 
L’InVS considère que, faute de connaissances toxicologiques suffisantes, on ne peut évaluer une éventuelle surincidence des cancers liés à l’ensemble des SPC, et qu’il faudrait notamment mesurer les taux de trihalométhane dans les réseaux d’eau potable, et le transfert de ces molécules chlorées à l’air ou via la peau et les muqueuses. Il faudrait aussi mieux connaître les habitudes des Français en termes d’usage de l’eau du robinet (douche, bain, fréquence, durée, etc.) ainsi que disposer de données sur les dimensions des salles de bains, ce qui permettrait de mieux évaluer l’exposition des populations aux polluants hydriques.

En novembre 2003, le plan français vigipirate, a préconisé de maintenir ou augmenter la chloration pour un taux d'au moins 0,3 milligramme de chlore libre par litre (mg/l) « en sortie des réservoirs » et rester au moins à  0,1 mg/l « en tout point du réseau de distribution ».

Seul le trihalométhane (THM), dont une étude espagnole a montré qu’il était associé à une augmentation du risque de cancer de la vessie, est en France surveillé en continu.
L’InVS recommande de limiter au maximum la formation des sous-produits de chloration, notamment en filtrant la matière organique avant l’étape de désinfection, et en optimisant les méthodes de désinfection.
En 2020, lors de l'épisode du Covid-19 certaines municipalités ont augmenté les taux de chlore passant de 0.3 mg/l à 0.5 mg/l. Cette décision n'a pas été évaluée scientifiquement quant aux impacts positifs ou négatifs sur la santé.

### Concernant les effets d'eaux industrielles chlorées rejetées dans l'environnement

#### Le cas des centrales nucléaires
Les rejets de centrales nucléaires comptent parmi les plus gros rejets de chlore ou de sous-produits de la désinfection par chloration dans l'environnement fluvial ou marin. L'eau de leurs rejets y a en outre été à la fois chlorés et réchauffés, ce qui cause un double choc pour les organismes aquatiques, dans le circuit de refroidissement lui-même (c'est l'objectif de la chloration), mais aussi en aval de l'émissaire de rejet, dans le panache chloré et réchauffé où des relevés faits par le CNEXO, l'ISTPM puis Ifremer en France durant plusieurs années ont mis en évidence d'importantes modifications en aval des rejets de ces centrales : 
- « prolifération de bactéries thermophiles » ;
- « diminution de la production primaire (photosynthèse) en période de chloration par décoloration des algues planctoniques microscopiques (phytoplancton) » ;
- « mortalité d'environ 30 % des œufs de sole au cours du transit (pouvant être estimée à 100 % pour d'autres espèces comme le sprat) » ;
- « mortalité de larves et juvéniles de poissons (surtout clupéiformes: sprat, hareng et anchois) sur les grilles de filtration » ;
- « action sur le taux de fertilité d'algues benthiques » ;
- « attraction de certaines espèces de poissons (notamment le bar) ».
- La combinaison du choc thermique et chloré affecte différemment les espèces marines qui le subissent, certaines en meurent et d'autres y sont plus résilientes et alors d'autant plus susceptibles de blooms planctoniques ou bactériens que leur niche écologique a été libérée d'espèces concurrentes par l'effet biocide du chlore. 
Des expériences en laboratoire sur des eaux brutalement réchauffées de 10, 12, 15 et 17 °C puis refroidies, avec différents taux de chlore libre dans de l'eau de mer filtrée, mais contenant encore du phytoplancton cellulaire ont confirmé que la reprise de croissance du phytoplancton après la chloration et le choc thermique est fortement retardée[31] ; avec une synergie aggravante entre le choc thermique et le choc biocide du chlore (qui est le principal facteur déterminant la durée de l'inhibition du plancton[31]) ; Avec 1 mg/L de chlore dans l'eau, le retard de reprise de croissance des microalgues est supérieur à 12 jours, et le choc thermique est encore moins supporté par les cellules dont les parois ont été dégradées par le chlore, alors que l'effet thermique serait même sans conséquences (ou parfois aurait même un effet dopant[31]) sur les populations de microorganismes adaptées aux eaux chaudes, au détriment toutefois des espèces d'eaux froides[31]. La durée du palier thermique allonge la durée d'inhibition de la reprise de croissance du phytoplancton survivant. De même la durée d'exposition au chlore accroît le taux de mortalité du phytoplancton (dans un dispositif expérimental « le chlore injecté à 0,5 mg/L en l'absence de choc thermique, cause une mortalité (du phytoplancton) dont le taux augmente, avec la durée d'exposition au biocide. L'association du choc thermique à l'injection de 0,5 mg/ L provoque une destruction quasi totale des cultures à l'exception de celles exposées seulement 5 minutes à partir de 12 et 16 °C de températures initiales. Le chlore injecté à 1 mg/L détruit presque totalement les cultures en moins de 10 jours, avec ou sans variations thermiques »[31]). 
Ces expériences ont conclu à « la toxicité d'une injection de chlore même à la concentration la plus faible (0,5 mg/L) ; cette toxicité est accrue par l'addition de chocs thermiques ». Une étude publiée en 1972 a montré que la production primaire chute entre l'entrée et la sortie du circuit de refroidissement à eau de la centrale nucléaire de Millstone Point, Long Island Sound où une chloration moyenne de 1 ppm à la prise (soit 0,4 ppm au rejet) provoquait une chute de 83 % de la production primaire, pour un réchauffement moyen de l'ordre de 12 °C[32] - des effets similaires à ceux mis en évidence au même moment par Frédéric Briand sur un site de la côte califorienne [33].

D'autres effets négatifs peuvent être dus aux sous-produits de la chloration. Ainsi en France une étude des rejets chlorés d'une centrale nucléaire dans un cours d'eau (la Meuse, en l’occurrence) a conclu en 1986 qu’« une chloration excessive de l'eau pourrait conduire à d'importantes concentrations en organohalogénés non volatils. L'absorption UV pourrait être un des paramètres qui permettrait de définir les périodes défavorables à la chloration des circuits de refroidissement ».

## Réglementation
En France, des normes et consignes d’aménagement de la chloration concernant les eaux destinée à la consommation humaine (y compris eaux conditionnées) sont précisées par plusieurs textes, dont 
- une circulaire de 2003 [34].

En cas de risque inhabituel (Cf défaillance du réseau ou application du plan vigipirate...) l'autorité compétente peut décider un renforcement provisoire du taux minimal de  chloration à hauteur de 0,3 mg/L en chlore libre en sortie des réservoirs et de 0,1 mg/L en tout point du réseau de distribution (sans distinction de taille de population desservie par l’unité de distribution).
- une circulaire de 2006 [35] concernant plusieurs paramètres à ne pas dépasser dans l'eau du robinet dont pour les chlorures